# Michelle O'Neill
Pour les articles homonymes, voir O'Neill.
Cet article concerne une femme politique nord-irlandaise. Pour l'arbitre irlandaise de football, voir Michelle O'Neill (football).
Michelle O'Neill, née Michelle Mary Doris le 10 janvier 1977 à Fermoy dans le comté de Cork (Irlande), est une femme politique irlandaise active en Irlande du Nord, membre du Sinn Féin. Membre de l'Assemblée d'Irlande du Nord depuis 2007, elle est aussi membre de l'exécutif nord-irlandais de 2011 à 2017 en tant que ministre. Chef du Sinn Féin en Irlande du Nord depuis janvier 2017, elle a été deux fois vice-Première ministre de 2020 à 2022, et Première ministre depuis le 3 février 2024.

## Biographie

### Jeunesse et famille
Michelle Mary Doris est née le 10 janvier 1977 à Fermoy dans le comté de Cork, au sein d’une famille ouvrière catholique, nationaliste et républicaine engagée en faveur de la réunification de l'Irlande. Sa famille est fortement marquée par le conflit nord-irlandais alors qu'elle est encore enfant : son père, membre de l'IRA provisoire, est incarcéré, l'un de ses oncles prend la tête d'un comité chargé de collecter des fonds pour l’IRA aux États-Unis et deux de ses cousins rejoignent l’IRA, dont l’un sera tué par les troupes britanniques ; l'autre est blessé en participant à une attaque armée de l'IRA contre des soldats,. En 1993, elle n’a que 16 ans lorsqu'elle tombe enceinte puis donne naissance au premier de ses deux enfants. Soutenue par sa famille, elle n'abandonne pas sa scolarité et obtient ses A-levels, équivalent du bac,. Elle suit une formation de conseillère en droits sociaux.

### Parcours politique
Michelle O'Neill adhère au Sinn Féin en 1998, à l'age de 21 ans. Elle est élue au conseil municipal de Dungannon en 2005 et en est maire de 2010 à 2011. Elle est élue membre de l'Assemblée d'Irlande du Nord pour la circonscription de Mid Ulster en 2007. Elle devient ministre de l'Agriculture de l'Irlande du Nord en 2011, puis ministre de la Santé en 2016.
Quelques jours après être devenue ministre de la santé, elle annonce la fin de l'interdiction pour les homosexuels et bisexuels de donner leur sang. Elle soutient aussi la légalisation de l'avortement et du mariage homosexuel, des positions qui détonnent dans un paysage politique nord-irlandais plutôt conservateur dans le domaine sociétal.
Le 23 janvier 2017, Michelle O'Neill est élue à la tête du Sinn Féin en Irlande du Nord pour succéder à Martin McGuinness à la suite de sa démission. Très proche de ce dernier, elle aide à porter son cercueil lors de ses funérailles la même année.
En 2019, au congrès du Sinn Féin, elle déclare lors de son discours d'ouverture « La seule solution au chaos du Brexit, c’est l’unification. La question n’est plus de savoir si, mais quand se tiendra le référendum sur la réunification ».

### Vice-Première ministre d'Irlande du Nord
Le 11 janvier 2020, Michelle O'Neill est élue vice-Première ministre d'Irlande du Nord au sein d'un gouvernement rassemblant le DUP, le Sinn Féin, le SDLP, l'UUP et l'Alliance. Elle est la première femme à exercer à cette fonction. Après la démission de la Première ministre unioniste Arlene Foster, à la suite des émeutes loyalistes et sur fond de crise interne au DUP liées à la gestion du Brexit et des conséquences de l'accord commercial avec l'UE, O'Neill est reconduite dans ses fonctions le 17 juin 2021, aux côtés du nouveau Premier ministre Paul Givan. Elle demeure en poste jusqu'à la démission de celui-ci le 4 février 2022, en signe de protestation contre le protocole nord-irlandais du Brexit,. Quelques jours auparavant, toujours dans l'optique de faire monter la pression sur les pourparlers, son ministre de l'Agriculture, Edwin Poots, avait ordonné à ses services de cesser les contrôles sanitaires sur les produits agroalimentaires arrivant en Irlande du Nord. Cette décision unilatérale a été dénoncée par le Sinn Féin et par Dublin comme violant le droit international. La justice nord-irlandaise a finalement annoncé la reprise des contrôles,,.

### Élections législatives de 2022 et crise politique
Le Sinn Féin remporte les élections législatives nord-irlandaises de 2022 avec 29 % des « premières préférences » (le  système électoral organise les transferts de voix selon un ordre donné par les électeurs) et 25 des 90 sièges de l’Assemblée. Plus que sur la question de la réunification de l'Irlande, Michelle O'Neill a mené campagne sur les thèmes du quotidien touchant la population : l’amélioration des services de santé en Irlande du Nord, la crise du logement et le coût de la vie, dans un contexte de forte inflation. Devant devenir la première ministre nord-irlandaise, elle déclare vouloir offrir « un leadership inclusif, qui célèbre la diversité, qui garantit les droits et l’égalité pour ceux qui ont été exclus, discriminés ou ignorés dans le passé ».
Le 28 octobre 2022, les unionistes refusant la formation d'un gouvernement exécutif tant que l'accord sur le protocole nord-irlandais relatif au Brexit et à la frontière irlandaise n'a pas été abrogé, des élections anticipées sont finalement convoquées pour décembre de la même année, puis repoussées à début 2023, prolongeant ainsi la crise politique et la tutelle administrative du gouvernement britannique (Direct Rule),.
Le 18 mai 2023, le Sinn Féin arrive en tête des élections locales nord-irlandaises.

### Première ministre d'Irlande du Nord

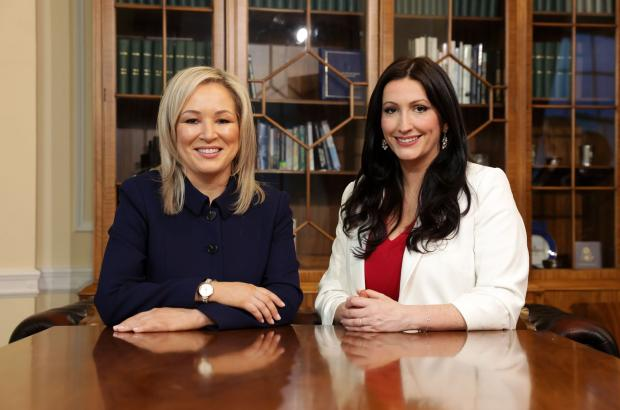
Michelle O’Neill et Emma Little-Pengelly en 2024.

Michelle O’Neill, censée devenir Première ministre à la suite de la victoire législative du Sinn Féin en 2022, ne peut exercer la fonction en raison du blocage des institutions par les partis unionistes, qui réclament l'abandon des contrôles douaniers avec la Grande-Bretagne (du fait du Brexit). D’autres refusent de retourner au Parlement nord-irlandais pour éviter de participer à un gouvernement dirigé pour la première fois par une Premier ministre issue du Sinn Féin. Les unionistes acceptent finalement, après un accord trouvé avec le gouvernement britannique en janvier 2024, de revenir siéger et de gouverner avec le Sinn Féin. Michelle O’Neill est officiellement élue Première ministre d'Irlande du Nord, avec l'unioniste Emma Little-Pengelly comme vice-Première ministre le 3 février 2024, permettant ainsi la formation de l'exécutif de la 7e législature. O’Neill devient ainsi la première personne issue de la mouvance républicaine et nationaliste à occuper le poste de Premier ministre d'Irlande du Nord. En outre, elle est la seconde femme à occuper ce poste, et la première personne à avoir exercé les deux fonctions de vice-Première ministre et de Première ministre. Dans ce contexte, elle annonce être favorable à un référendum sur la réunification de l'Irlande dans les dix ans à venir. Une fois nommée, elle entreprend des négociations avec les syndicats portant sur des augmentations de salaires pour les employés du secteur public.